# Prebujenstvo
Prebujênstvo ali búdnost (angleško wokeism ali woke, 'buden') je družbenopolitični pojav v Združenih državah Amerike v drugem desetletju 21. stoletja.
Woke [vôu̯k] je angleški pridevnik, ki pomeni »pozoren na rasne predsodke in diskriminacijo« in izvira iz afroameriške ljudske angleščine (AAVE). Od leta 2010 je začel vključevati širše zavedanje o družbenih neenakostih, kot je seksizem, uporablja pa se tudi kot kratica za ideje ameriške »levice«, ki vključujejo identitetno politiko in socialno pravičnost, na primer pojem belega privilegija in odškodnine za suženjstvo za Afroameričane.